# Agostino Ghiglia
Agostino Ghiglia (Torino, 4 luglio 1965) è un politico italiano.
È membro dell'Autority per la Privacy.

## Biografia
Giornalista pubblicista dal 1990, tra gli anni '80 e '90 collabora con l'agenzia di stampa Albatross di Trieste. È stato direttore del periodico Oggi Noi e di Radio Blitz, l'emittente radiofonica regionale di Alleanza Nazionale.
Inizia la sua carriera politica iscrivendosi al Fronte della Gioventù (FdG), l'organizzazione giovanile del Movimento Sociale Italiano, dove nel 1983 ricopre la carica di segretario provinciale di Torino del FdG, riconfermato negli anni 1984, nel 1986 e nel 1986.
Nel 1985 viene eletto consigliere comunale a Borgaro e consigliere alla V Municipalità di Torino.
Nel 1987 è nominato dall'allora segretario del MSI Giorgio Almirante vice-segretario regionale del MSI in Piemonte.
Nel 1988 entra nell'esecutivo nazionale del Fronte della Gioventù divenendo responsabile delle tematiche relative alla lotta alla droga. Nel 1992 diviene segretario provinciale dell'MSI sostituendo il deputato Ugo Martinat.

### Consigliere comunale e regionale
Nel 1994 viene eletto Consigliere comunale di Torino per Alleanza Nazionale, divenendone capogruppo.
Nel 1995 aderisce alla svolta di Fiuggi di Gianfranco Fini da MSI ad Alleanza Nazionale. Nello stesso anno si candida alle elezioni regionali in Piemonte del 1995 con AN, a sostegno della mozione del deputato Enzo Ghigo, venendo eletto nella circoscrizione di Torino come primo degli eletti in consiglio regionale del Piemonte, divenendone poi capogruppo di AN
Nel 1996 viene eletto presidente provinciale di Alleanza Nazionale. Nel 1997 è rieletto consigliere nel Consiglio Comunale di Torino. Nel 2000 è riconfermato consigliere regionale della Regione Piemonte.

### Elezione a deputato
Nel 2001 è eletto deputato per Alleanza Nazionale, diviene capogruppo di Alleanza Nazionale dell'VIII Commissione (Ambiente, Territorio e Lavori Pubblici) e componente della Commissione Parlamentare per le Questioni Regionali. Per incompatibilità di carica si dimette da Consigliere Regionale.
Nel 2002 è rieletto Presidente Provinciale di Alleanza Nazionale. Nel 2005 viene rieletto Consigliere Regionale in Piemonte e si dimette dalla Camera. Entra a far parte dell'Ufficio di Presidenza del Consiglio Regionale in qualità di Consigliere Questore.
In vista delle elezioni amministrative del 2006 si è candidato a sindaco di Torino in alternativa al sindaco uscente Sergio Chiamparino dei DS, ma non è riuscito a raccogliere il sostegno delle altre componenti della Casa delle Libertà e il 26 aprile si è ritirato di fronte alla candidatura unitaria di Rocco Buttiglione.

### Ritorno alla Camera
Nel 2008 viene rieletto Deputato alla Camera, con il PDL, e si dimette dal Consiglio Regionale del Piemonte. Nel corso della Legislatura ha ricoperto l'incarico di Capogruppo del PDL in VIII Commissione Ambiente, Territorio e Lavori Pubblici nonché di membro della Bicamerale d'inchiesta sul ciclo dei rifiuti.
Nel maggio del 2009 viene nominato Vice Coordinatore Vicario del PDL in Piemonte. Ghiglia è relatore dell'esame del disegno di legge (C. 4480) di conversione in legge del decreto-legge 1º luglio 2011, n. 94, recante misure urgenti in tema di rifiuti solidi urbani prodotti nella regione Campania. Successivamente dopo alcune votazioni su delle mozioni dell'Idv e Api su cui il Governo aveva dato parere favorevole ma la maggioranza aveva votato contro approvate con i soli voti dell'opposizione il relatore ha chiesto il rinvio (poi ottenuto)  del provvedimento in Commissione Ambiente.
Nel 2013 aderisce a Fratelli d'Italia - Alleanza Nazionale, diventando il coordinatore regionale del Piemonte.

### Dopo il parlamento

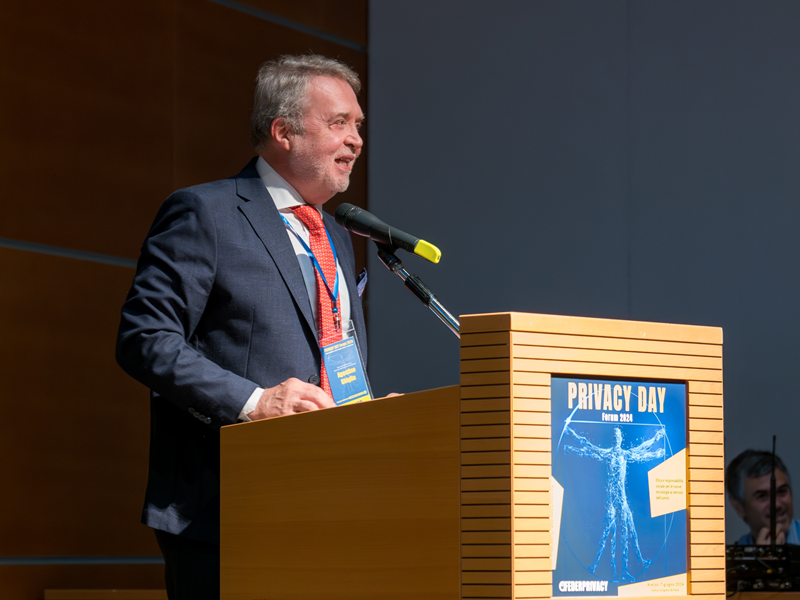
Agostino Ghiglia al Privacy Day Forum organizzato da Federprivacy nel 2024

Non rieletto alle elezioni politiche del 2013, il 23 marzo viene nominato assessore regionale in Piemonte alla Ricerca, innovazione, energia, tecnologia delle comunicazioni, artigianato commercio e fiere, rapporti con società a partecipazione regionale e lo resta fino al 2014. Diviene amministratore delegato di due società.
Si ricandida senza successo alle elezioni europee del 2014 e alle elezioni politiche del 2018.
Nel 2019 è candidato per FdI alle elezioni europee nella circoscrizione Italia nord occidentale ma non è eletto.
Nel 2020 è eletto dal Parlamento membro dell’Autorità garante per la Privacy